# Karel Lotsy
Karel Johannes Julianus Lotsij, bekend onder de naam Lotsy (Baltimore, 3 maart 1893 – Koog aan de Zaan, 29 augustus 1959) was een Nederlandse sportbestuurder.
Van 1917 tot 1919 was Lotsy voorzitter van H.F.C.. In 1921 werd hij coach van het eerste elftal. In deze tijd ontwikkelde hij de concentratie- en mentaltraining methode waarmee hij beroemd werd.
In 1924 ging hij mee naar de Olympische Spelen in Parijs waar hij ervaring opdeed als sportleider.
Ook werd Karel Lotsy actief als bestuurder in de KNVB en werd hij voorzitter van de keuzecommissie van het Nederlands Elftal. Onder zijn leiding begon het succes van het Nederlands elftal opmerkelijk toe te nemen.
Hij was driemaal bij de Olympische Spelen chef de mission (Berlijn 1936, Londen 1948, en Helsinki 1952). In 1959 was hij de eerste voorzitter van de Nederlandse Sport Federatie.
Lotsy staat op plaats 6 op de lijst van Grootste Drechtstedeling Aller Tijden.

## De val van een volksheld

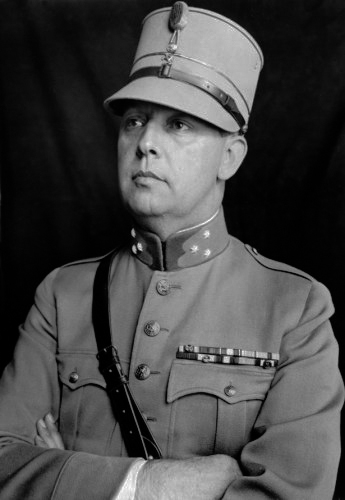
Karel Lotsy tot kapitein benoemd, met de opdracht de sportorganisatie van het leger ter hand te nemen (1939)

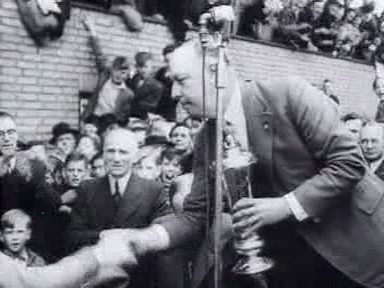
Karel Lotsy reikt de Nederlandse voetbalbeker van 1944 uit.

Eind jaren zeventig, ruim na zijn dood, veranderde het beeld over Lotsy. Journalisten Frits Barend en Henk van Dorp maakten voor Vrij Nederland een serie over sport in de Tweede Wereldoorlog, waarbij ze kanttekeningen bij de rol van Lotsy plaatsten. Van oktober 1940 tot najaar 1941 was hij namelijk verbonden aan het departement van Opvoeding, Wetenschap en Kultuurbescherming. En midden in de oorlog, in 1942, werd hij voorzitter van de Nederlandse Voetbalbond. Velen, waaronder zijn achterneef Dirk Lotsij, vonden dat hij veel te meegaand was jegens de Duitse bezetter.
Hoewel de zuiveringscommissie voor de sport hem in 1945 had vrijgesproken van collaboratie, trokken oud-scheidsrechter Leo Horn en oud-voetballer Bram Appel van leer tegen de ‘bobo’. Volgens Appel was Lotsy in 1944 in Berlijn als toeschouwer aanwezig bij een wedstrijd tussen dwangarbeiderselftallen van Nederland en Tsjechië. Zeven andere spelers weerspraken dit verhaal. ,,De 85-jarige Bierings (de enige nog levende speler in 2008) zegt dat hij Lotsy in Berlijn niet heeft zien zitten en dat hij Appel daar juist als een ‘Haagse praatjesmaker’ heeft leren kennen.’’
De kritiek hield aan: historicus André Swijtink schreef in 1992 een proefschrift over sportbeoefening in de Tweede Wereldoorlog. Daarin werd Lotsy aangeduid als ‘uitvoerder van anti-Joodse politiek van de bezetter’. Er kwam een actie om naar Lotsy vernoemde straten van naam te veranderen. Amsterdam doopte de Karel Lotsylaan om tot Gustav Mahlerlaan. Het Karel Lotsypad, de Karel Lotsyweg in Dordrecht èn in Waalwijk en de Karel Lotsystraat in Gouda bleven.
In 2009 verscheen een biografie:"De Dordtse magiër - de val van een volksheld" (uitgeverij Nieuw Amsterdam), door Frank van Kolfschooten waarin beargumenteerd werd dat Karel Lotsy niet 'fout' zou zijn geweest. Lotsy zou het slachtoffer zijn geworden van journalistieke, wetenschappelijke en politieke dwalingen. In de biografie zou uit nieuwe bronnen blijken dat Barend en Van Dorp, Swijtink en Vis zich hadden gebaseerd op onbetrouwbare getuigenissen en onzorgvuldig bronnenonderzoek. De auteur maakte gebruik van omvangrijk bronnenonderzoek en documenteerde en redeneerde dat Lotsy niet van collaboratie met of sympathie jegens de Duitse bezetter kon worden beticht. Van Kolfschooten ontdekte verder dat sportkoepel NOC*NSF de herinneringstekens voor Lotsy op Sportcentrum Papendal (dat op initiatief van Lotsy was opgericht) stilzwijgend had weggehaald. Zowel het borstbeeld van Lotsy als een plaquette bij de naar hem vernoemde hal waren verdwenen na berichten over zijn vermeende misstappen tijdens de bezettingsperiode. Zowel NOC*NSF als de KNVB, waarvan Lotsy voorzitter en keuzeheer van het Nederlands elftal was geweest, weigerden de presentatie van het boek op 9 mei 2009 bij te wonen, om niet betrokken te raken in een debat over zijn oorlogsverleden Hierop kwam echter ook kritiek van de zijde van Swijtink, die in 1992 een proefschrift aan Lotsy had gewijd: de voorgestelde rehabilitatie zou volgens hem volslagen onterecht zijn.

## Uitspraken
‘Ik durf de bewering aan dat Rie Mastenbroek op de Olympische Spelen van Berlijn geen titel veroverd zou hebben en Osendarp en Van Beveren en de anderen niet zulke tijden gemaakt zouden hebben als er uit de bus kwamen. Lotsy haalde het maximum uit een sportjongen of sportmeisje, dat onder zijn hoede kwam. De joviale, als hij wilde buitengewoon charmante man, had op sportmensen een overwicht dat de kant van hypnose uitging.' (Herman Kuiphof na Lotsy's overlijden in 1959)
‘Als de heer Lotsy spreekt, pakt elk woord, is die vaak als een kogel van Bakhuijs of Vente‘, schrijft een verslaggever van De Telegraaf over zijn laatste speech in de Wondertent. ‘Even is het stil, dan davert het applaus als een orkaan door de eensklaps stil geworden ruimte.‘ (1934)
- Biografisch Portaal: 10249864
- Digitale Bibliotheek voor de Nederlandse Letteren: lots003
- Gemeinsame Normdatei: 138641064
- International Standard Name Identifier: 0000 0000 6494 4650
- Nederlandse Thesaurus van Auteursnamen: 072730293
- Virtual International Authority File: 90909641
- WorldCat: E39PBJpDQRfBDtjRMrwqH9RdwC